# Frans Ernst Blaauw
Frans Ernst Blaauw (* 27. Oktober 1860 in Amsterdam; † 17. Januar 1936 in 's-Graveland, Provinz Noord-Holland), in Publikationen auch manchmal F. E. Blaauw geschrieben, war ein niederländischer Ornithologe, Hortikulturist und Tierparkdirektor.

## Leben
Blaauw war der Sohn von Quirijn Blaauw und Francina Ernestine Berg. Er entwickelte bereits im frühen Alter ein starkes Interesse an Pflanzen und Tieren. Von 1878 bis 1880 arbeitete er als Assistent von Gerardus Frederik Westerman im Artis-Zoo von Amsterdam. Wegen seiner schlechten Gesundheit verbrachte er auf ärztlichen Rat hin einige Zeit in der Schweiz und in Cannes. Gegen 1885 zog er zu seiner verwitweten Mutter auf den Familiensitz Westerveld, einem Landhaus in 's-Graveland bei Hilversum, wo er exotische Tiere hielt und züchtete. 1890 heiratete er Louise Digna Catharina Six (1862–1934). Das Paar lebte im Landhaus Westerveld, bis Louise 1895 das Landhaus Gooilust erbte, in das sie zwischen 1896 und 1897 umzogen. Blaauw errichtete dort einen Tierpark und pflanzte exotische Bäume. 1909 verzeichnete der Park 400 Tiere von 102 Arten.  Es gab Weißschwanzgnus, Wisente, Kängurus, wilde Lamas, Buschhühner, Przewalski-Pferde, Afrikanische Strauße und Nandus, Enten, Flamingos, Gänse und Schwäne, Kraniche, Ibisse und Reptilien. Viele Zoos und Parks erwarben Tiere von Blaauw und zahlreiche ausländische Zoologen und Botaniker besuchten Gooilust. Blaauw war ein sehr erfolgreicher Züchter von seltenen Tieren, darunter des Trompeterschwans. Eine Kolonie von Graureihern, die bereits 1895 aus Gooilust verschwunden war, konnte sich dank Blaauws Pflege erholen. Um 1925 gab es etwa 1000 Brutpaare dieses Vogels auf dem Gut. Palmengewächse, Bambus, Sicheltannen und viele Arten von Rhododendren waren Teil der botanischen Sammlung in Gooilust. Seine Pflanzensammlung umfasste schließlich etwa 400 Arten, darunter Bäume und Sträucher. In mehr als 60 Publikationen beschrieb Blaauw im Laufe der Jahre seine Tiere und Pflanzen, darunter in vielen nationalen und internationalen Zeitschriften.
Blaauws Ehe war jedoch kein Erfolg. Er und seine Frau hatten kaum gemeinsame Interessen und Louise entwickelte eine Neurose, weswegen sie einige Zeit in einer psychiatrischen Klinik verbrachte. Später trennte sich das Paar, Blaauw blieb in Gooilust und seine Frau zog nach Zeist.
Im Zeitraum 1911 bis 1924 begab sich Blaauw auf ausgiebige Reisen, 1911 nach Südamerika, 1914 in Südafrika, 1920 nach Nordamerika und 1924 nach Britisch-Ostafrika (heute Kenia). Über seine letzte Reise veröffentlichte er 1927 das Buch Op zoek naar dieren en planten in British Oost-Afrika. Bevor Louise Bloouw 1934 starb, vermachte sie Gooilust der Vereniging tot Behoud van Natuurmonumenten in Nederland, wobei ihr Mann dort bis zu seinem Lebensende leben durfte. Nach Blaauws Tod ging die exotische Tiersammlung an den 11. Duke of Bedford in Woburn Abbey.
1897 erschien Blaauws auf 170 Exemplare limitiertes Buch A Monograph of the Cranes, das von John Gerrard Keulemans mit 22 farbigen Lithografien illustriert wurde.

## Dedikationsnamen
Nach Blaauw sind ein gültiges und drei ungültige Vogeltaxa benannt. Gregory Mathews beschrieb 1912 die Unterart Geophaps smithii blaauwi der Rotbrillentaube. Die ebenfalls von Mathews beschriebene Unterart Ailuroedus crassirostris blaauwi wurde mit der Nominatform des Grünlaubenvogels synonymisiert. Oriolus sagittatus blaauwi ist heute ein Synonym für die Unterart Oriolus sagittatus affinis des Streifenpirols. Psephotus chrysopterygius blaauwi ist ein Synonym für den Schwarzgesichtsittich (Psephotellus dissimilis).